# Hieracium obscuratum
Hieracium obscuratum là một loài thực vật có hoa trong họ Cúc. Loài này được Murr mô tả khoa học đầu tiên năm 1899.